# 飯田泰三
飯田 泰三（いいだ たいぞう、1943年(昭和18年) - ）は、日本の政治学者。
専攻は、政治思想史・日本思想史。島根県立大学副学長を務めた。法政大学名誉教授。法学博士（東京大学）。

## 略歴
（略歴は、みすず書房の著訳者一覧の情報を参照。）
山口県生まれ。1966年（昭和41年）-1971年（昭和46年） - 東京大学大学院で丸山眞男を指導教授に学ぶ。1971年（昭和46年） - 東京大学大学院博士課程満期退学。

## 著作

### 単著
- 『批判精神の航跡　近代日本精神史の一稜線』筑摩書房、1997年4月10日。ISBN 4-480-86105-X。
- 『戦後精神の光芒　丸山眞男と藤田省三を読むために』みすず書房、2006年。ISBN 4-622-07202-5。
- 『大正知識人の思想風景 「自我」と「社会」の発見とそのゆくえ』法政大学出版局 2017

### 編著
- 山領健二共編 編『長谷川如是閑評論集』〈岩波文庫 青176-1〉1989年。ISBN 4-00-331761-0。
- 長谷川如是閑 著、三谷太一郎,山領健二共編 編『長谷川如是閑集（全8巻）』岩波書店、1989-90。
- 長谷川如是閑 著、十川信介,山領健二共編 編『如是閑文芸選集（全4巻）』岩波書店、1990－91。
- 藤田省三 著、宮村治雄共編 編『〈新編〉天皇制国家の支配原理』影書房、1996年。ISBN 4-87714-214-2。
- 藤田省三 著、宮村治雄共編 編『戦後精神の経験 藤田省三小論集』 1巻、影書房、1996年。ISBN 4-87714-215-0。
- 藤田省三 著、宮村治雄共編 編『戦後精神の経験　藤田省三小論集』 2巻、影書房、1996年。ISBN 4-87714-216-9。
- 福澤諭吉 著、慶應義塾 編 編『福澤諭吉書簡集』 第1巻、松崎欣一共解題、岩波書店、2001年。ISBN 4-00-092421-4。
- 福澤諭吉 著、慶應義塾 編 編『福澤諭吉書簡集』 第3巻、坂井達朗共編集責任、岩波書店、2001年5月。ISBN 4-00-092423-0。
- 李暁東共編 編『転形期における中国と日本　その苦悩と展望』国際書院、2012年10月1日。ISBN 978-4-87791-237-6。

### 監修
- 岩波書店編集部 編 編『岩波茂雄への手紙』監修、岩波書店、2003年。ISBN 4-00-022133-7。